# فروپاشی دیوار برلین
فروپاشی دیوار برلین (آلمانی: Mauerfall) در ۹ نوامبر ۱۹۸۹ نقطه‌ای تاریخی و نمادی از فروریزش پرده آهنین و آغاز فروپاشی کمونیسم در اروپای شرقی و مرکزی بود. فروپاشی دیوار برلین به غیر از ابعاد بین‌المللی، ابعادی داخلی برای آلمان در پی داشت که از جمله آن می‌توان فروپاشی مرز داخلی و اتحاد دوباره آلمان اشاره کرد. سه هفته بعد در کنفرانس مالت، پایان جنگ سرد اعلام شد.
زمانی که شهروندان آلمان شرقی علیه حکومت کمونیستی در حال فروپاشی کشورشان برپاخاستند. روز ۹ نوامبر ۱۹۸۹ دیوار برلین فروپاشید و جمعیت عظیمی از مردم آلمان شرقی از مرز عبور کردند. ریکاردو ارمن روزنامه نگار ایتالیایی بود که در سال ۱۹۸۹ سخنگوی دولت آلمان شرقی، گونتر شابفسکی (متوفی ۲۰۱۵) را واداشت تا توضیح دهد سفر شهروندان به خارج از آلمان شرقی مجاز است و هنگامی که اهرمان اصرار کرد تا بداند از چه زمانی مجاز خواهد بود؛ شابفسکی ناگهان اعلام کرد «از الان، از همین حالا». و در فاصلهٔ چند ساعت دیوار برلین فروریخت.
هفته‌ها بود که معترضان در لایپزیگ برای آزادی بیان و حق سفر و خروج از کشور در اریش هونکر تجمع نموده بودند، رهبر کمونیست آلمان شرقی یک ماه پیش از فروپاشی دیوار برلین از سمت خود استعفا داده بود و چهارم نوامبر در برلین شرقی بیش از نیم‌میلیون نفر به سوی میدان مرکزی شهر، الکساندر پلاتس، راهپیمایی کردند و خواهان تغییر شرایط شدند. رهبران آلمان شرقی طرح پیش‌نویسی برای کاهش کنترل‌های مرزی ارائه داده بودند.
جزئیات آن قرار بود در کنفرانس مطبوعاتی ۹ نوامبر همراه با نتایج دیدار حزب کمونیست حاکم بر آلمان شرقی اعلام شود. شابوفسکی از این قرار اطلاع نداشت و تا آن زمان هم اشاره‌ای به آن نکرده بود. اهرمان بود موضوع را در کنفرانس مطبوعاتی مطرح کرد. اهرمان پرسیده بود:"شما به خطاهایی اشاره کردید، فکر نمی‌کنید این پیش‌نویس قانون سفر که چند روز پیش اعلام کردید هم اشتباه بزرگی باشد؟" شابفسکی پس از جستجوی یادداشت‌هایش با لحنی نامطمئن اعلام کرد: «سفر شهروندان به خارج از کشور از همین حالا بدون هیچ شرط و محدودیتی امکان‌پذیر است». وقتی گونتر شابفسکی دربارهٔ لغو محدودیت‌های سفر صحبت کرد این کنفرانس مطبوعاتی معمولی تبدیل به نقطه‌عطف سرنوشت‌سازی شد. زمانی گفتهٔ او که "از همین حالا محدودیتی وجود ندارد"، منتشر شد، همهٔ ماجرا یک‌شبه اتفاق افتاد.

## تاریخ‌نگار دیوار برلین
- ۱۹۴۹: آلمان رسماً به دو کشور مستقل تقسیم شد: جمهوری فدرال آلمان (آلمان غربی) و جمهوری دموکراتیک آلمان (آلمان شرقی).
- ۱۹۵۲: آلمان شرقی مرزهای خود را با آلمان غربی بست، اما ارتباط میان برلین شرقی و غربی همچنان برقرار بود.
- ۱۳ اوت ۱۹۶۱: مرز میان برلین شرقی و غربی بسته شد و دیوار برلین به‌سرعت ساخته شد.
- ۱۹۸۷: رونالد ریگان، رئیس‌جمهور آمریکا، در سفری به برلین از میخائیل گورباچف، رهبر شوروی، خواستار تخریب دیوار شد.
- ۴ نوامبر ۱۹۸۹: یک میلیون نفر در میدان الکساندر پلاتس برلین شرقی تظاهرات کردند. این اعتراضات منجر به فروپاشی دولت آلمان شرقی شد.
- ۹ نوامبر ۱۹۸۹: هزاران نفر از آلمان شرقی به سمت گذرگاه‌های دیوار رفتند و خواستار عبور شدند. نگهبانان عقب‌نشینی کردند و جمعیت به برلین غربی سرازیر شده، دیوار را تخریب کردند.[۲]
- ۳ اکتبر ۱۹۹۰: اتحاد رسمی آلمان شرقی و غربی صورت گرفت.

## سخنرانی ریگان
دو سال پیش از فروپاشی دیوار برلین، رونالد ریگان در ۱۲ ژوئن ۱۹۸۷ در سخنرانی در نزدیکی دیوار برلین از میخائیل گورباچف خواست این دیوار را تخریب کند، جمله او یعنی «این دیوار را در هم بشکن!» باری تاریخی پیدا کرد.